# Furcobates hastatus
Furcobates hastatus är en kvalsterart som först beskrevs av Kramer 1898.  Furcobates hastatus ingår i släktet Furcobates och familjen Ceratozetidae. Inga underarter finns listade i Catalogue of Life.